# 김규호
김규호(1962년~ )는 대한민국의 개발자, 기업인이다. NCsoft 기술임원, NHN 한게임 기술임원, 삼성전자 미디어솔루션센터 게임서비스팀장 등을 역임했다. 아파트 난방비 절감 프로그램인 '밸브의 신'이 화제가 되었다.

## 약력
- 2021년 ~ 현재: 이화여자대학교 산학협력중점교수
- 2016년 ~ 2021년: 서강대학교 산학협력중점교수
- 2013년 ~ 2015년: 삼성전자 MSC 게임서비스팀
- 2012년 ~ 2013년: Bdrive Inc. 대표이사
- 2010년 ~ 현재: 앱센터운동본부 전문위원
- 2010년 ~ 2012년: CEWIT Korea (한국뉴욕주립대 부설연구소) 기술사업화 본부장
- 2008년 ~ 2010년: NHN Japan 기술임원
- 2006년 ~ 2008년: NHN 한게임 기술임원
- 2003년 ~ 2005년: NCsoft 정보시스템 담당임원
- 1999년 ~ 2003년: NCsoft USA 퍼블리싱사업 담당임원
- 1996년 ~ 1998년: 현대전자/현대정보기술
- 1990년 ~ 1994년: 한국과학기술원 인공지능연구센터

## 학력
- 1996년: KAIST 전산학 박사
- 서울대학교